# José Navarro Morenés
José Navarro Morenés (Madrid, 8 de diciembre de 1897-Madrid, 13 de diciembre de 1974), VII conde de Casa Loja, fue un militar y jinete español que compitió en la modalidad de salto ecuestre. Fue campeón olímpico en Ámsterdam 1928.
Participó en tres Juegos Olímpicos de Verano, entre los años 1924 y 1948, obteniendo dos medallas en la prueba por equipos, oro en Ámsterdam 1928 (junto con José Álvarez de las Asturias Bohorques y Julio García Fernández de los Ríos) y plata en Londres 1948 (con Jaime García Cruz y Marcelino Gavilán).

## Biografía
Hizo estudios militares en la Academia de Caballería de Valladolid, en donde descubrió su afición por la hípica. Posteriormente realizó dos cursos en la Escuela de Equitación Militar.
En 1924 disputó sus primeros Juegos Olímpicos, quedando en el octavo lugar por equipos. Formó parte del equipo ganador de la medalla de oro en la prueba de salto por equipo de los Juegos Olímpicos de Ámsterdam 1928, montando al caballo Zapatazo. En esos Juegos quedó, además, en el quinto lugar en la prueba individual. Veinte años después compitió en sus terceros y últimos Juegos, Londres 1948, y se hizo con la medalla de plata por equipos y el décimo lugar individual, montando a Quorum. Además, obtuvo victorias en el Gran Premio de Roma (1929 y 1949) y en el Premio de las Naciones.
Como militar estuvo destinado tres veces, entre 1916 y 1924, a las campañas de la guerra del Rif en el Protectorado español de Marruecos. Entró en combate con diversos regimientos de caballería, y participó en la toma de Annual. Por su desempeño allí fue ascendido a capitán de Caballería y le fueron otorgadas la Medalla Militar de Marruecos y la Cruz del Mérito Militar. De regreso a España sirvió en la Escolta Real. En los primeros años de la posguerra fue teniente de alcalde del distrito madrileño de Chamberí. Después, en 1941, fue nombrado ayudante de campo de Franco. En 1952 fue ascendido a coronel de Caballería.

## Palmarés internacional
| Juegos Olímpicos | Juegos Olímpicos         | Juegos Olímpicos | Juegos Olímpicos |
| Año              | Lugar                    | Medalla          | Categoría        |
| ---------------- | ------------------------ | ---------------- | ---------------- |
| 1928             | Ámsterdam (Países Bajos) | Medalla de oro   | Por equipos      |
| 1948             | Londres (Reino Unido)    | Medalla de plata | Por equipos      |